# Panorama Park (Iowa)
La ville de Panorama Park est située dans le comté de Scott, dans l’État de l’Iowa, aux États-Unis. Lors du recensement de 2010, sa population s’élevait à 129 habitants.

## Source
- (en) Cet article est partiellement ou en totalité issu de l’article de Wikipédia en anglais intitulé « Panorama Park, Iowa » (voir la liste des auteurs).